# Рябинин, Борис Степанович
Бори́с Степа́нович Ряби́нин (21 октября (3 ноября) 1911, Кунгур — 15 марта 1990, Свердловск) — уральский писатель и сценарист научно-популярных фильмов, журналист, инженер-механик, геодезист, член Союза писателей СССР.

## Биография
Родился 3 ноября 1911 года в Кунгуре в семье служащего Степана Ивановича Рябинина (1891—1957) и домохозяйки Татьяны Васильевны Рябининой (1891—1977).
Родители хотели, чтобы сын стал инженером. После окончания средней школы в 1927 году пробовал поступить в Ленинградский институт, но не был принят из-за юного возраста — 15 лет. Вернувшись домой, по совету отца (землеустроителя по профессии) поступил в Пермский землеустроительный техникум, одновременно со вступительными экзаменами сдал экзамены за I курс и был принят на II курс. Окончил техникум в 1930 году по специальности геодезиста. В феврале — мае 1930 г. работал техником-землеустроителем Верхне-Камского ОкрЗУ в г. Соликамске.
В 1930 г. отца перевели в Свердловск. Здесь поступил на заочное отделение в Уральский механико-машиностроительный институт. В мае 1935 году получил вторую специальность — инженер-механик.
В мае 1930 г. — январе 1931 г. работал землеустроителем ОкрЗУ в г. Свердловске. В январе 1931 г. — мае 1933 г. работал техником-изыскателем в Госсельмелиотресте. В мае — августе 1933 г. работал токарем на Уралмашзаводе.
В мае — октябре 1935 г. работал журналистом в редакции журнала «Уральский следопыт». В октябре 1935 г. — сентябре 1939 г. работал собственным фотокорреспондентом газеты «Известия» по Уралу.
С 1939 г. — член Союза писателей, избирался членом правления Свердловской областной организации Союза писателей.
Участник Великой Отечественной войны. Был на фронте четыре месяца, будучи прикомандированным в качестве корреспондента к политотделу Свердловской гвардейской танковой бригады Уральского добровольческого корпуса. Награждён орденом Отечественной войны II степени (06.04.1985), медалями, в том числе «За победу над Германией в Великой Отечественной войне 1941—1945 гг.».
После войны — на творческой работе.
Руководил группой очеркистов литературной группы отделения журналистики УрГУ (1959).
Общественный деятель — член президиума Федерации служебного собаководства СССР, председатель Свердловской Федерации спортивной прессы, радио и телевидения, член бюро Московской и Киевской секции охраны природы, член Центрального совета Всероссийского общества охраны природы.

### Творчество
Б. С. Рябинин говорил: «О писательстве я не мечтал, хотя с детства много читал, увлекался приключенческой литературой». Увлечение фотографией и литературой выросло в дело всей жизни. Рябинин собрал большую библиотеку. Работал фотокорреспондентом газеты «Известия», журнала «Уральский следопыт». Был хорошо знаком с писателем П. П. Бажовым. Также Рябинин стал автором многих сценариев документальных и научно-популярных фильмов.
Первая книга «Каменные загадки» вышла в 1935 году. Вторая книга «Мои друзья», вышедшая в 1937 году, посвящалась друзьям человека — собакам. С тех пор они стали его любимыми литературными героями. Собакам посвящены книги и сборники «Рассказы о потерянном друге», «По следу», «Животные в нашем доме» (Рябинин — составитель). В 1959 году в Перми вышла книга для собаководов «Вы и ваш друг Рэкс» — подробное руководство для тех, кто хочет завести собаку и воспитать из неё верного и преданного друга. Б. С. Рябинин пишет: «Ни одно животное не платит человеку такой привязанностью, как собака… Старое правило собаководства гласит: сколько вы вложите в собаку, столько она и отдаст вам».

### Литературные премии
Лауреат годовых премий «Литературной газеты», «Советской России», журнала «Здоровье».
В 1984 году «за публицистичность и оригинальность в подаче материала» книге-диалогу «О земле-кормилице» присуждена премия Госкомиздата РСФСР. Награждён высшим знаком Всероссийского общества охраны природы «За охрану природы России».
В 2002 г. отметили 90-летие со дня рождения писателя литературной конференцией, был выпущен буклет «По заветам природолюба». При подготовке к конференции из библиотеки им. В. Г. Белинского в Екатеринбурге поступили информационные материалы о Б. С. Рябинине.

## Семья
Жена — Леокадия Семёновна Рябинина (29.04.1935 — 02.03.2020) (врач-хирург, преподавала хирургию в медицинском училище, в Уральской государственной архитектурно-художественной академии). Сыновья: Евгений (р. 1960 г.), Глеб (р. 1965 г.).

## Память
Похоронен на Восточном кладбище Екатеринбурга. В честь Б. С. Рябинина названа улица в Екатеринбурге и детская библиотека в родном городе писателя Кунгуре.

## Книги
- Каменные загадки. Свердловск, 1936
- Мои друзья. Свердловск, 1937
- По следу. Челябинск, 1938
- Орленок. Челябинск, 1939
- Мои друзья. Свердловск, 1940
- Советы собаковода. Свердловск, 1940
- Золотое дно. Свердловск, 1941
- Месть Дмитрия Босого. Свердловск, 1942
- Плавильщик Степайкин. М., Профиздат, 1942
- Приказ выполнен. М., Профиздат, 1942
- Юннаты. Молотов, 1942
- Друзья-товарищи. М., Профиздат, 1943
- Записки начальника цеха. М., Профиздат, 1943
- Варвара Лапшина. Свердловск, 1945
- Птичницы. Свердловск, 1945
- Советы собаковода. Свердловск, 1946
- Олений камень. Челябинск, 1947
- В нашем краю. Свердловск, 1948.
- Верх-Исетский завод. Свердловск, 1948
- Электрификация уральских колхозов. М., Госполитиздат, 1948
- Павел Панафидин. Свердловск, 1949
- Генадий Фукалов. М., Молодая гвардия,1949
- Самый северный. Свердловск, 1950
- Твои верные друзья. Челябинск, 1951
- Советы собаковода. Свердловск, 1953
- Твои верные друзья. Челябинск, 1953, 1954, 1955
- Голубые домики. Свердловск, 1954
- Любитель-собаковод. Молотов, 1955
- Они — твои ровесники. Челябинск, 1957
- Пионерский подарок. М., ДОСААФ, 1957
- Рассказы о верном друге. М., Молодая гвардия, 1957
- Алые гребешки. М., Детгиз, 1958.
- Алые гребешки. Свердловск, 1958
- Пионерский подарок. Свердловск, 1958
- Вы и ваш друг Рэкс. Пермь, 1959
- Малыши-желтыши. Свердловск, 1959
- Когда метет пурга. Тюмень, 1960
- Мои друзья. М., Детгиз, 1960
- Народная артистка РСФСР Токарева. Свердловск, 1960
- Ледяная корона. Свердловск, 1961
- Огонек в пути. Свердловск, 1961
- Павел Бажов : Воспоминания о писателе. — М., 1961
- Вы и ваш друг Рэкс. Свердловск, 1962
- На памяти моего поколения. Свердловск, 1962
- Друзьям-болельщикам про чемпионов. Свердловск, 1963
- Мои друзья. М., Детгиз, 1963
- Рассказы о верном друге. Пермь, 1964
- Человек должен быть добрым. М., Знание, 1965
- О любви к живому. М., Просвещение, 1966
- Рассказы о верном друге. М., Советский писатель, 1966
- Уральские путешествия. Свердловск, 1967
- Две книжки в одной покрышке. Свердловск, 1968
- Сто друзей всех мастей. М., Малыш, 1968
- Свердловск. РТИ… Свердловск, 1968
- Нигер. М., Малыш, 1968
- Мои друзья. Свердловск, 1970
- Нигер. М., Малыш, 1971
- Вглядываясь в жизнь. Свердловск, 1972
- Дружище Котька. М., Малш, 1972
- Друг, воспитанный тобой. М., Детская литература, 1972
- Друзья, которые всегда со мной. Свердловск, 1973
- У бабушки, у дедушки. Свердловск, 1974
- Друг, воспитанный тобой. Владивосток, 1975
- Чудеса в решете. Свердловск, 1975
- Мои друзья. Свердловск, 1976
- Операция «Ч». М., Советский писатель, 1976
- Помоги родной земле. Челябинск, 1976
- Друг, воспитанный тобой. Новосибирск, 1977
- Я — егерь. М., Советская Россия, 1978
- Горжусь, моё Отечество. Свердловск, 1978
- Мы — земные люди. Свердловск, 1978
- Укротители огня. Свердловск, 1979
- Чудеса в решете. М., Детская литература, 1979
- Друг всегда друг. М., Малыш, 1979
- Нигер. М., Советская Россия, 1980
- Мы — камвольщики. Свердловск, 1981
- Рассказы о потерянном друге. Свердловск, 1984
- Кто защитит защитника? М. Советская Россия, 1985
- Страна твоей судьбы. М., Профиздат, 1985
- Ушедшее- живущее. М., Советский писатель, 1985
- Добро в твоем сердце. М., Советская Россия, 1986
- 100 друзей всех мастей. Омск, 1986
- Приключения магнетита. Свердловск, 1986
- Друг, воспитанный тобой. Магадан, 1987
- Пристальным взглядом. Свердловск, 1987
- К. Рождественская — писатель и редактор. Пермь, 1988
- Ты — хозяин… Омск, 1989
- Рассказы о потерянном друге. Свердловск, 1991

## Тексты
- «Друг, воспитанный тобой» (недоступная ссылка)
- «Рассказы о верном друге»
- «Последняя отрада» Шестнадцать ступеней гранита науки
- «Золотое дно»